# 目から鱗が落ちる
目から鱗が落ちる（めからうろこがおちる）は、新約聖書からのことわざ。

## 概要
今まで気付かなかったことが、何かをきっかけとして分かるということを意味する。自分の視野が広がるようになるという意味である。目から鱗と略されて用いられる場合がある。目から鱗が取れるというのは誤用。現代においては、スマートフォンなどの高機能なツールを使用している場合に、自らがこれが一番ベストな使い方であると信じて使っていたときに、他の人からこれがより良い使い方であると教えてもらったときに、なるほどそのような使い方があるのかという風に感じることが目から鱗が落ちるという経験に当てはまる。

### 新約聖書
新約聖書使徒行伝 第9章からのことわざである。1世紀にユダヤ教徒であったパウロはキリスト教徒を迫害していた。そのパウロがダマスカスという町に向かう途中に目もくらむような光に包まれる。それからイエス・キリストがパウロに、なぜ私を迫害するのだ、町へ行けばあなたのするべきことが告げられるであろうと語りかける。パウロはその光で目が見えなくなっており、ダマスカスの町で祈っていると、アナニヤという人物が目を治しにやって来るという幻を見る。すると実際にアナニヤという人物が現れて、イエス・キリストが私を使わしたのですと告げる。するとパウロの目から鱗のようなものが落ちて、パウロは目が見えるようになったのである。そうしてパウロはイエス・キリストに帰依した。後のパウロはキリスト教が発展する基礎を築いた人物であり、そのようなパウロがイエス・キリストの教えに目覚めるという重大な出来事であった。